# كارسون كول
كارسون كول هو كاتب أغاني ومغني كندي، ولد في 1965 في Coronation, Alberta ‏ في كندا.

## وصلات خارجية
- الموقع الرسمي
- كارسون كول على موقع ميوزك برينز (الإنجليزية)